# Мегалит
Мегалити (од старогрчког μέγας (мегас) - велик, и λίθος (литос) - камен), грађевине из касног каменог или раног бронзаног доба.
Мегалитске структуре су често гробља, споменици, опсерваторијуми - монументалне камене грађевине разних врста, начињене од огромних комада стења слаганог без малтера. Зидане су у религиозне сврхе, захтевним удруженим напорима. 
Мегалитски споменици постоје у западном делу Европе, уз Медитеран, у Енглеској, а могу се пронаћи и у Африци и Азији. Најпознатији мегалит је вероватно Стоунхенџ. Још увек се не зна да ли је Стоунхенџ служио као светилиште или као нешто друго.